# James Friend

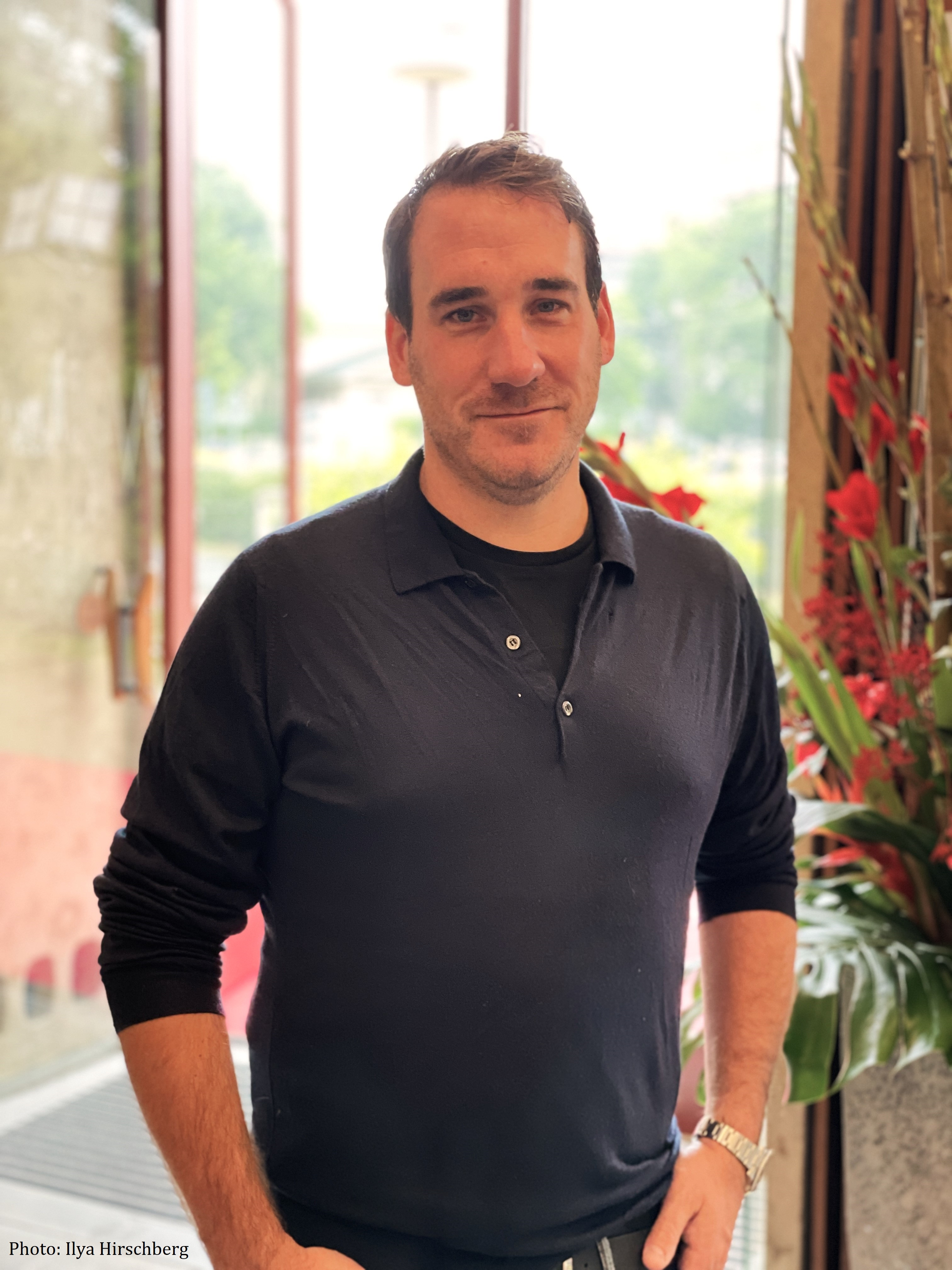
James Friend (2023)

James Friend ist ein britischer Kameramann. Für seine  Arbeit an dem Film Im Westen nichts Neues erhielt er im März 2023 einen Oscar.

## Leben
James Friend war im Alter von 16 Jahren als Beleuchter erstmals im Filmbereich tätig. Später arbeitete er mit den Kameramännern Paul Wheeler und Phil Meheux zusammen. Wheeler wurde auch sein Mentor.
Nach seinem Abschluss an der London Film School, wo er das Craft Extension Program in Cinematography besuchte, und einem Kamerakurs an der National Film and Television School hat er viele Spielfilme, Fernsehdramen und Dokumentarfilme auf der ganzen Welt gedreht.
Mit Edward Berger arbeitete er für die Fernsehserien Patrick Melrose und Your Honor zusammen, bevor er gemeinsam mit ihm auch  Im Westen nichts Neues drehte. Für das Kriegsdrama erhielt Friend im Jahr 2023 einen Oscar für die beste Kamera zuerkannt sowie den Deutschen Filmpreis.
Im Jahr 2015 wurde Friend Mitglied der British Society of Cinematographers. Er ist außerdem Mitglied der Guild of British Camera Technicians und voll stimmberechtigtes Mitglied der British Academy of Film and Television Arts. Ende Juni 2023 wurde Friend zudem Mitglied der Academy of Motion Picture Arts and Sciences.

## Filmografie
- 2006: The Man Who Sold the World
- 2009: Vampir
- 2010: Just for the Record
- 2010: Dead Cert
- 2010: Stalker
- 2011: Ghosted – Albtraum hinter Gittern (Ghosted)
- 2012: Piggy
- 2012: Truth or Dare
- 2012: Last Hitman – 24 Stunden in der Hölle (The Liability)
- 2012: Enzo (Dokumentarfilm)
- 2014: Lords of London
- 2014: The Guvnors
- 2014: Instruments of Darkness
- 2015–2016: Silent Witness (Fernsehserie, 12 Folgen)
- 2018: Patrick Melrose (Fernsehserie, 5 Folgen)
- 2020: Your Honor (Fernsehserie, 3 Folgen)
- 2022: Im Westen nichts Neues
- 2024: The Acolyte (Fernsehserie)

## Auszeichnungen
British Academy Film Award
- 2023: Auszeichnung für die Beste Kamera (Im Westen nichts Neues)

British Academy Film Award
- 2017 / TV Craft: Auszeichnung für die Beste Kamera und Beleuchtung
- 2018: Auszeichnung als Best Television Drama (Patrick Melrose)
- 2018: Nominierung für die Beste Kamera und Beleuchtung (Patrick Melrose)
- 2022: Nominierung (Your Honor)

Deutscher Filmpreis
- 2023: Auszeichnung für die Beste Kamera (Im Westen nichts Neues)

Oscar
- 2023: Auszeichnung für die Beste Kamera (Im Westen nichts Neues)